# Gabriele Frasca
Pour les articles homonymes, voir Frasca.
Gabriele Frasca  (né en 1957 à Naples) est un écrivain et traducteur italien.

## Biographie
Il a travaillé à la Faculté des Lettres de l'Université de Naples Federico II et enseigne actuellement la Littérature comparée à l'Université de Salerne. Il a collabore avec la radio RAI et entre 1991 et 1993 il a été réalisateur et animateur de audiobox live sur la Radio Uno. EN 1984 il publie Rame son premier recueil de poésie, chez Corpo 10 de Milan. une nouvelle version a été publiée en 1999 chez Zona de Gênes, tandis que deux autres recueils de poème sont publiés chez Einaudi "Lime" en 1995 et Rive en 2001. en 2007 il publie Prime chez Luca Sossella, une maison d'édition qui a eu le prix Napoli en 2008. Il a écrit les "cinq tragédies suivies par deux comédies radio" un recueil dans le volume tele publié en 1998. Il a fondé des groupes poético-musicaux (Asilo poetico) et (ResiDante), il a collaboré à plusieurs reprises avec des musiciens comme Steven Brown et Roberto Paci Dalò, (ce dernier a signé en tant que réalisateur de plusieurs spectacles théâtraux issus des textes de Frasca).

## Œuvres principales

### Poésies
- Rame (1984; 1999)
- Lime (1995)
- Rive (2001)
- Prime (2007)

### racconti
- Il fermo volere (1987)
- Santa Mira (2001)

### Essais
- Cascando. Tre studi su Samuel Beckett (1988)
- La furia della sintassi. La sestina in Italia (1992)
- La scimmia di Dio. L'emozione della guerra mediale (1996)
- La lettera che muore (2005)
- L'oscuro scrutare di Philip K. Dick (2007)

## liens externes
- (it) Site officiel
- Ressource relative à la recherche :   - Academia (profils)
- Ressource relative à la littérature :   - Poetry International Web
- Notices d'autorité :   - VIAF
  - ISNI
  - BnF (données)
  - IdRef
  - LCCN
  - GND
  - Italie
  - CiNii
  - Pays-Bas
  - WorldCat
- Poetry International Web - Gabriele Frasca.